# Роббе Декостере
Роббе Декостере (нід. Robbe Decostere, нар. 8 травня 1998, Кортемарк, Бельгія) — бельгійський футболіст, фланговий захисник клубу «Серкль Брюгге».

## Ігрова кар'єра
Роббе Декостере починав займатися футболом у клубі «Брюгге». Згодом він перебрався до школи іншого клуба з міста Брюгге - «Серкль Брюгге». У веремні 2018 року футболіст підитсав з клубом перший професійний контракт на один рік з можливістю його продовження. Першу гру в основі Декостере зіграв у березні 2019 року.
У вересні 2019 року Декостере відбув в оренду у клуб Аматорського чемпіонату Бельгії «Тюбіз», де провів повний сезон. Після закінчення терміну оренди футболіст повернувся до «Серкль Брюгге».